# Aesch BL
| BL ist das Kürzel für den Kanton Basel-Landschaft in der Schweiz. Es wird verwendet, um Verwechslungen mit anderen Einträgen des Namens Aesch zu vermeiden. |

Aesch (Baseldeutsch: Ääsch [æːʃ]) ist eine Einwohnergemeinde im Bezirk Arlesheim des Kantons Basel-Landschaft in der Schweiz.

## Geographie

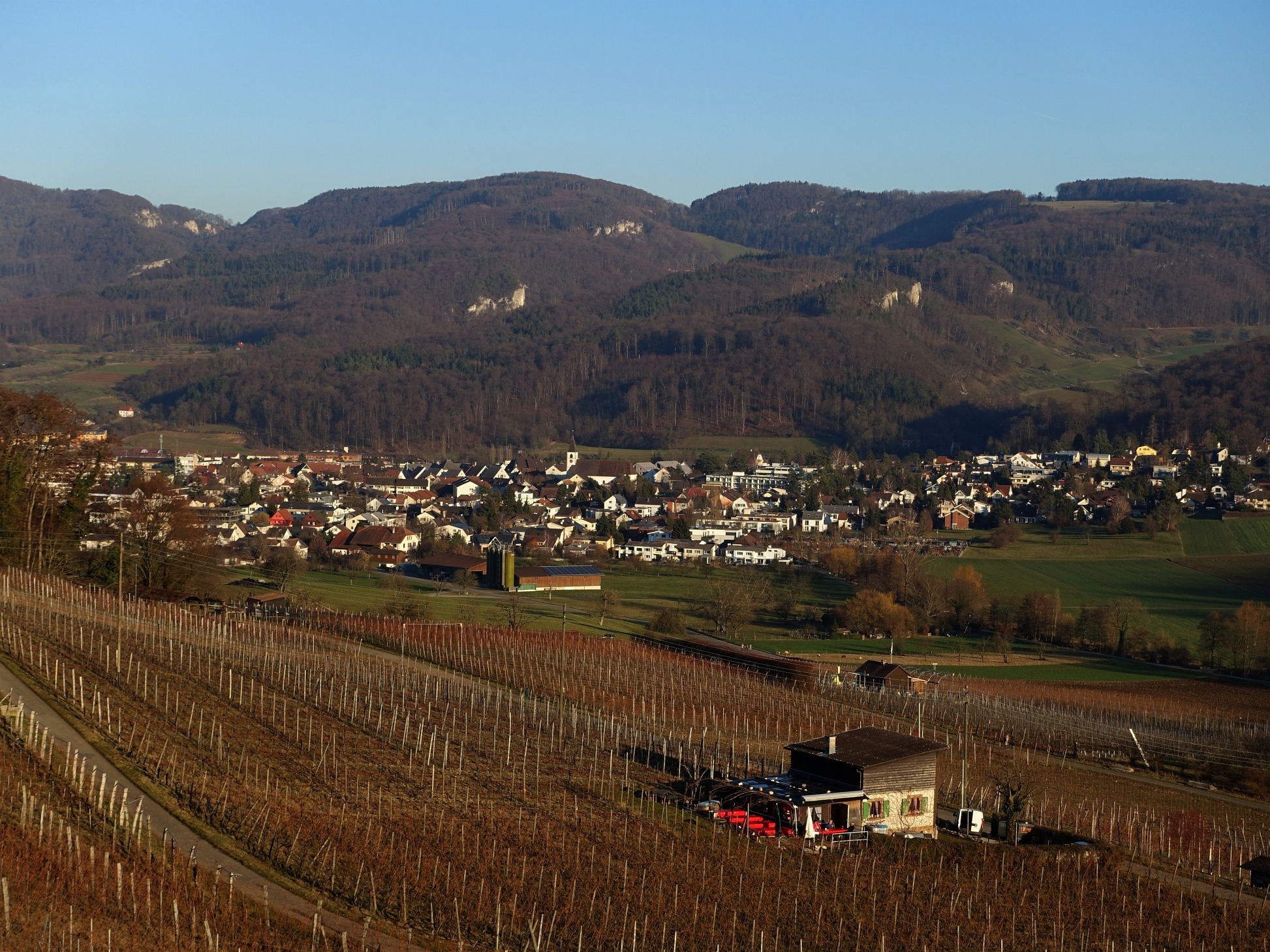
Aesch von dem oberen Rebbergweg in der Klus aus gesehen

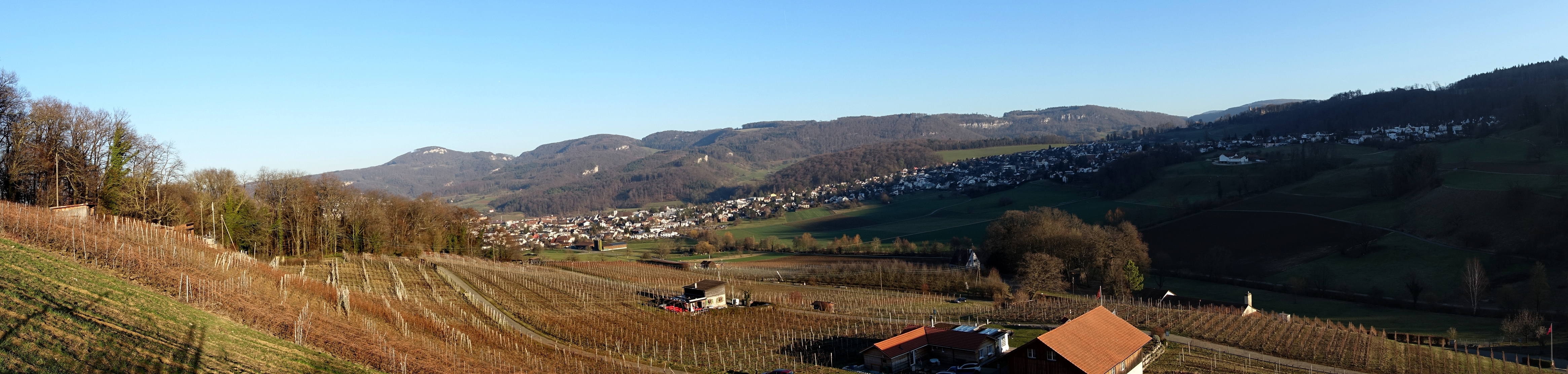
Panoramablick nach Aesch

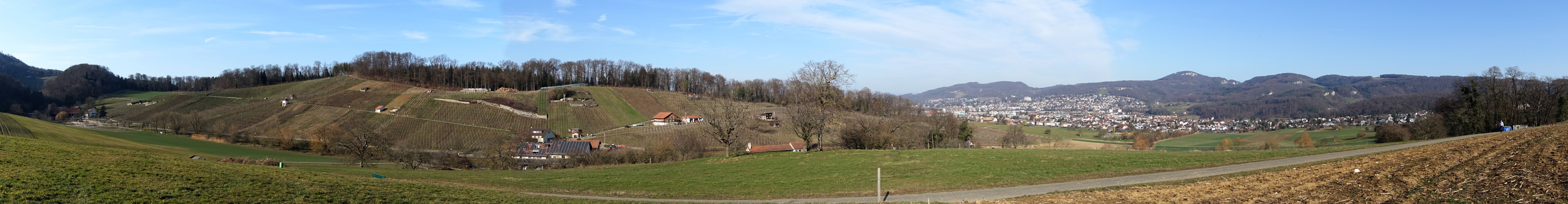
Klus

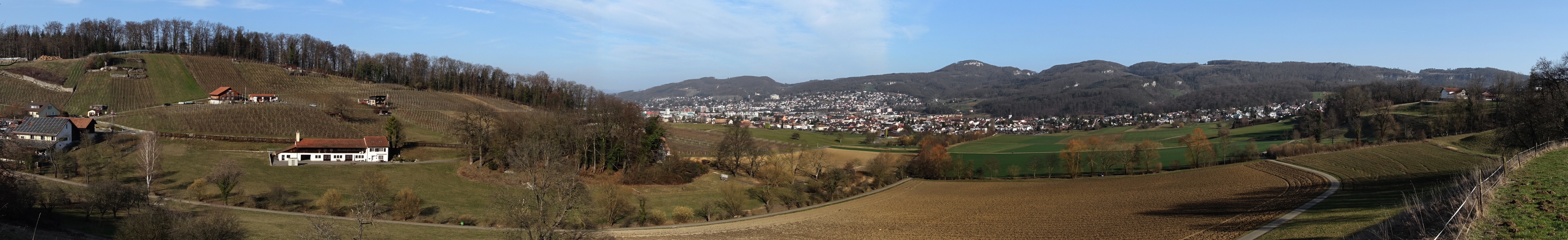
Klus

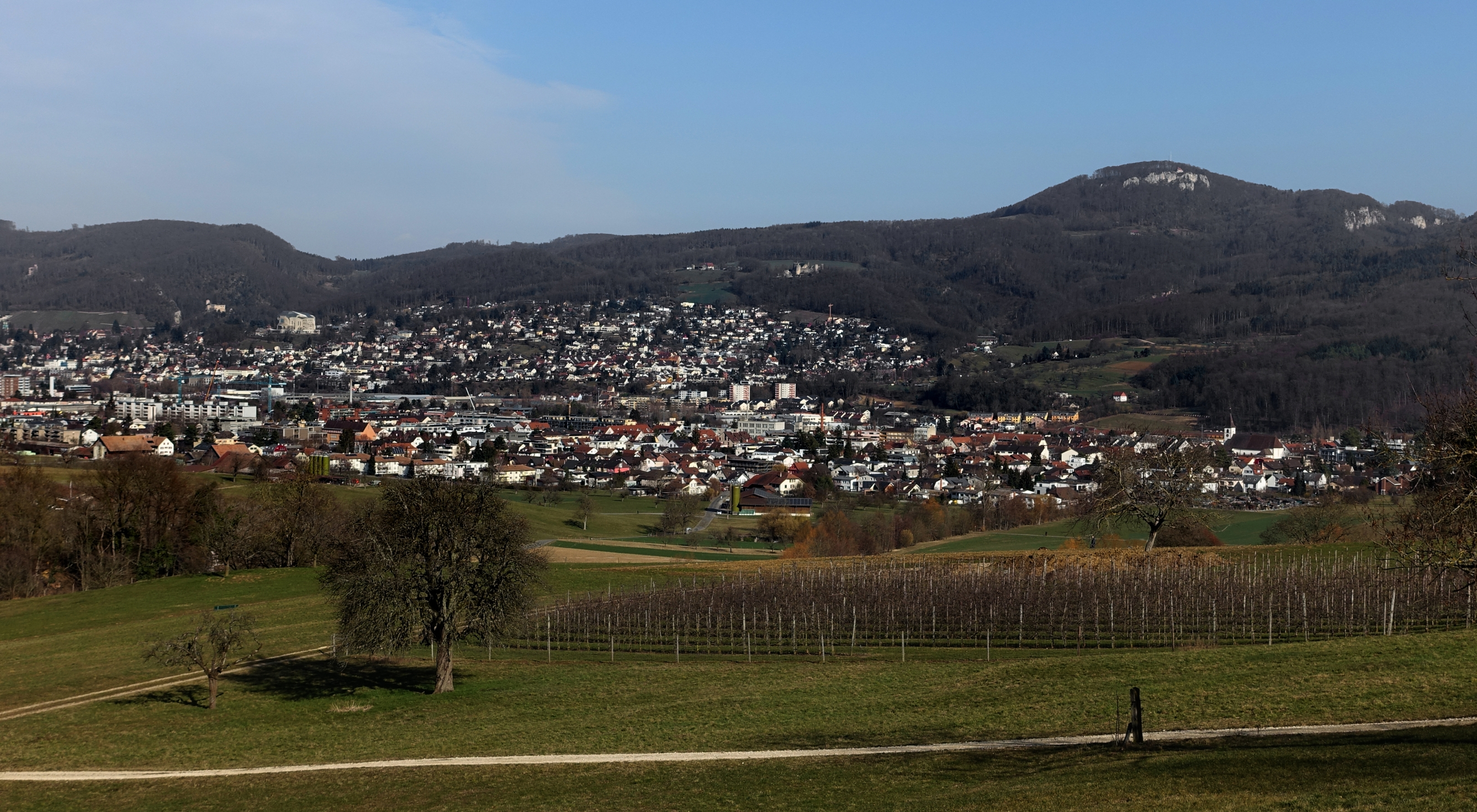
Birstal, Aesch, Gempen

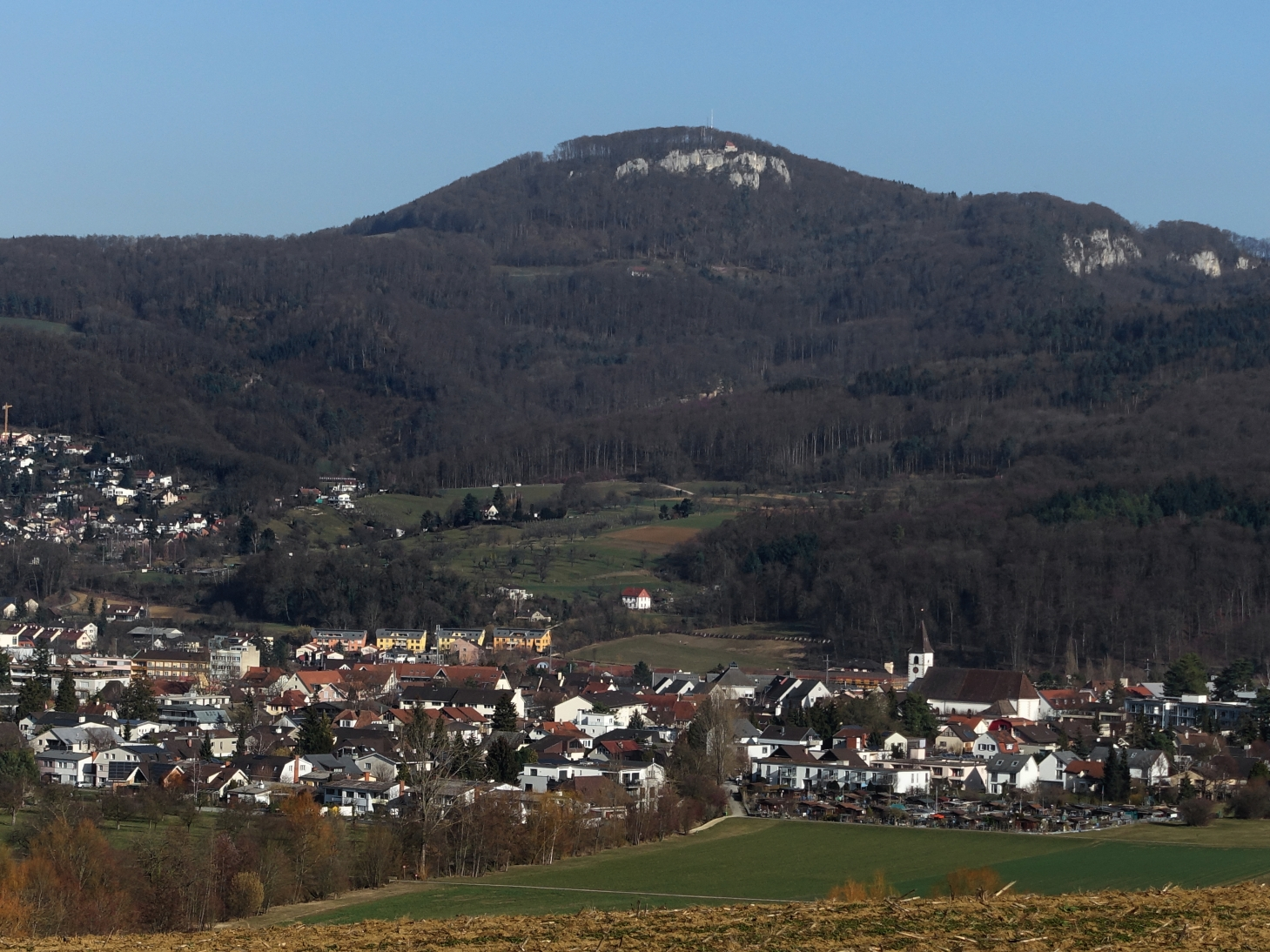
Aesch, Gempen

Historisches Luftbild aus 500 m von Walter Mittelholzer von 1922

Aesch liegt an der Birs auf 315 m ü. M. zwischen Faltenjura (Blauen) und Tafeljura (Gempen). Es grenzt an die Gemeinden Duggingen, Pfeffingen, Ettingen, Therwil, Reinach (alle BL) und die solothurnische Gemeinde Dornach. Aesch gehört zur Agglomeration Basel.
Die Fläche beträgt 7,39 km², davon sind 48 % Landwirtschaft (mit Rebbau), 15 % Wald, 36 % Siedlungen und 1 % unproduktive Fläche.

## Geschichte

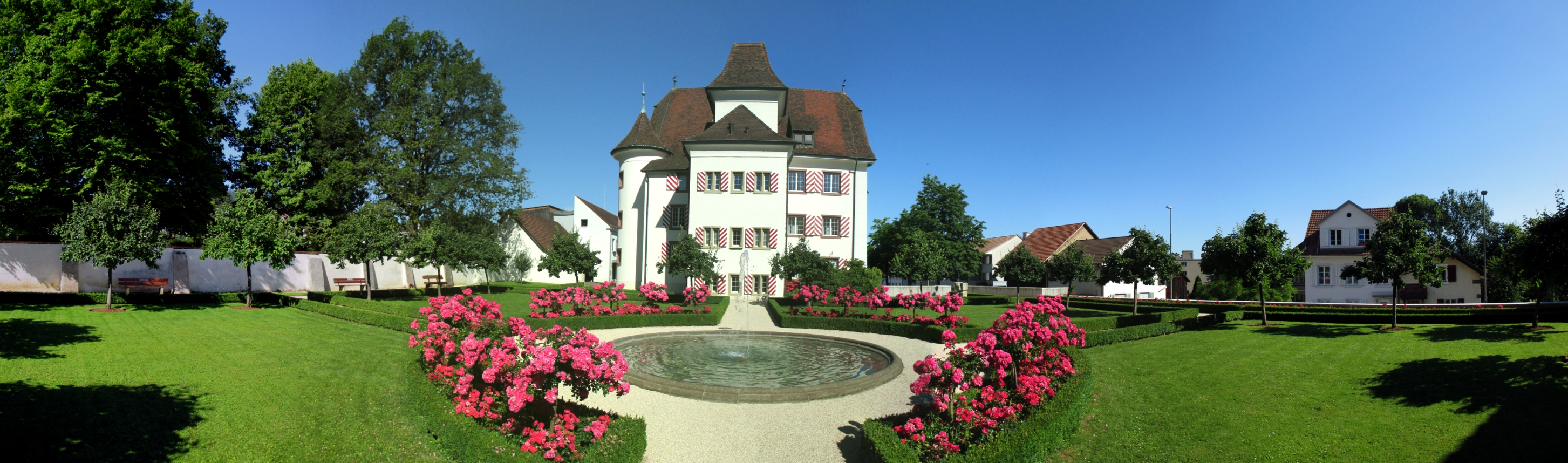
Das Schloss Aesch oder auch Blarer Schloss genannt.

Der jungsteinzeitliche Dolmen, der Überreste von 47 Personen enthielt, weist auf eine frühe Besiedlung hin. Als der Durchgang durch die Schlucht der Birs beim Chessiloch in Grellingen für grössere Strassentransporte noch nicht möglich war, befand sich das Dorf an der alten Römerstrasse über den Blattenpass, die hinüber ins Laufental führte. Das Geschlecht «Aesch» baute an dieser Strasse drei Burgen vom Südosten kommend: Münchsberg, Schalberg mit seinem «Vorgänger» Engenstein und Frohberg, auch Tschöppeli genannt, und als es im 13. Jahrhundert ausstarb, ging das Lehen an den Bischof von Basel über. Beim grossen Basler Erdbeben 1356 zerfielen die drei Burgen. 1793 gehörte Aesch für kurze Zeit zum Département Mont-Terrible (Schreckensberg), und seine Einwohner waren Bürger Frankreichs. 1815, nach dem Wiener Kongress, kam Aesch zur Schweizerischen Eidgenossenschaft.
Am 14. Oktober 1943 musste ein US-amerikanischer Bomber des Typs Boeing B-17 in der Nähe des Dorfs notlanden, was nach der Landung zehntausende Schaulustige anzog.
Im Sommer 2024 wurden zwei grosse Hochhäuser (genannt «Max Towers») fertiggestellt.

## Wappen
Blasonierung
Auf silbernem Grund ein schwarzes Speereisen und oben links ein roter, sechsstrahliger Stern
Es ist das Wappen des ausgestorbenen Basler Adelsgeschlechts Marcerel, das im 14. Jahrhundert die ältere Aeschburg als Lehen besass.

## Bevölkerung
42 % der Bevölkerung sind römisch-katholisch und 25 % sind evangelisch-reformiert. Der Ausländeranteil beträgt 22,2 %.

## Politik
Die Gemeindepräsidentin ist Eveline Sprecher (SP, Stand 2025). Der Gemeinderat (Exekutive) setzt sich aus drei Vertretern der FDP,  zwei der SP und je einem Vertreter der SVP und der CVP zusammen (Stand 2020). Die Gemeindeversammlung übernimmt die Legislative.
Die Gemeindekommission (beratendes Gremium der Gemeindeversammlung) wird im Proporz gewählt und folgende Parteien sind darin vertreten. Das Präsidium hat zurzeit Dominik Häring von der FDP inne.
| Partei                                    | Prozent (2020) | Sitze |  |
| ----------------------------------------- | -------------- | ----- |  |
| Sozialdemokratische Partei (SP)           | 31,9 %         | 5     |  |
| Freisinnig-Demokratische Partei (FDP)     | 25,4 %         | 4     |  |
| Christlichdemokratische Volkspartei (CVP) | 21,0 %         | 3     |  |
| Schweizerische Volkspartei (SVP)          | 21,8 %         | 3     |  |

| Anzahl Sitze          | 15              |
| Letzte Wahl           | 9. Februar 2020 |
| Legislaturperiode     | 2020–2024       |
| Wahlberechtigte       | 6730            |
| Abgegebene Wahlzettel | 2095            |
| Wahlbeteiligung       | 31,12 %         |

- SP: 5
- CVP: 3
- FDP: 4
- SVP: 3

Bei den Schweizer Parlamentswahlen 2023 betrugen die Wähleranteile in Aesch: SVP 29,9 % (2019 25,2 %), SP 24,6 % (21,7 %), FDP 15,0 % (17,7 %), Mitte 13,1 % (14,5 %), Grüne 8,1 % (15,2 %), glp 5,0 % (4,1 %), EVP 1,5 % (1,6 %), EDU 0,4 % (–).

## Verkehr
Mittels der Ausfahrt Aesch an der A18 ist das Dorf an das schweizerische Schnellstrassennetz (A2) angeschlossen. Diese Hochleistungsstrasse endet zurzeit am Dorfrand im Bereich von Angenstein und soll zu einem späteren Zeitpunkt weiter Richtung Duggingen führen.
Aesch ist für den öffentlichen Nahverkehr sehr gut erschlossen. So besitzt die Gemeinde einen Bahnhof an der Jurabahn und wird halbstündlich durch die Linie S 3  der S-Bahn Basel bedient. In den Hauptverkehrszeiten gibt es Zusatzzüge zwischen Basel und Delémont, und in den Wochenendnächten verkehren Nacht-S-Bahnen.
- S 3  (Porrentruy – Delémont –) Laufen – Aesch – Dornach-Arlesheim – Basel SBB – Pratteln – Liestal – Gelterkinden – Olten

Daneben ist das Dorf Wendestation der BLT-Tramlinie 11, welche über Reinach, Münchenstein und den Bahnhof Basel SBB an die französische Grenze bei Saint-Louis verkehrt.
- 11 Aesch Dorf – Reinach Dorf – Münchenstein Gartenstadt – Basel Dreispitz – Bahnhof SBB – Aeschenplatz – Barfüsserplatz – Schifflände – Voltaplatz – St. Louis Grenze

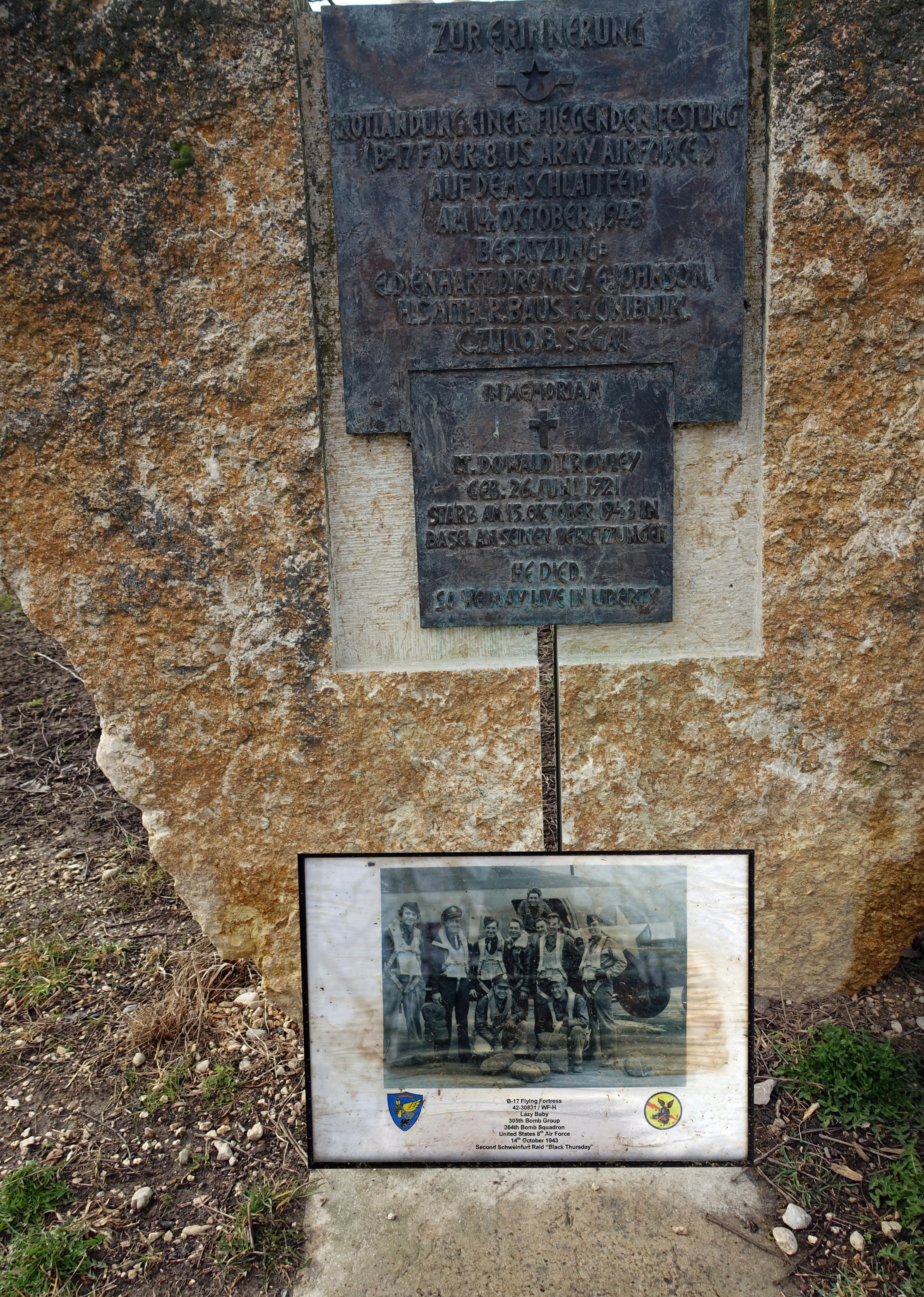
Gedenkstein

Die Buslinie 65 der BLT stellt eine Verbindung mit Arlesheim, dem Spital Dornach, dem Bahnhof Dornach-Arlesheim und dem am Blauenhang liegenden Pfeffingen her. Postauto verbindet mi der Linie 68 den Aescher Bahnhof über Ettingen mit Hofstetten-Flüh im Leimental.
- 65 Pfeffingen, Bergmattenweg – Aesch – Dornach – Arlesheim, Dorf
- 68 Aesch, Bahnhof – Ettingen – Hofstetten – Flüh, Bahnhof

Die trinationale S-Bahn Basel soll neu aufgegleist werden, und ab etwa 2029 soll mit einem neuen Wendegleis in Aesch zwischen Basel und Aesch der Viertelstundentakt realisiert werden. Bis 2030 sollen weitere Ausbaumassnahmen im Bahnknoten Basel folgen, so zum Beispiel der neue Flughafenbahnhof EuroAirport. Dadurch können die S-Bahn-Linien allgemein neu verknüpft und zwischen Frankreich und der Schweiz neue S-Bahn-Direktverbindungen eingeführt werden. Für den Horizont 2030 sind folgende S-Bahn-Linien ab und über Aesch vorgesehen:
- S 3  Aesch – Dornach-Arlesheim – Basel SBB – Pratteln – Liestal – Gelterkinden – Olten – Zofingen
- S 4  Laufen – Aesch – Dornach-Arlesheim – Basel SBB – St. Louis – EuroAirport

## Unternehmungen
- Kostüm Kaiser AG ist die grösste Schweizer Textilfabrik für Fastnachtskostüme und Verleih.
- Die 1998 gegründete LANDI REBA AG hat 2008 die LANDI Oberbaselbiet AG (Loba) aus Gelterkinden übernommen. Anschliessend wurde LANDI REBA AG in LANDI Reba AG umbenannt. Mit einem Umsatz von über 100 Millionen Franken im Jahr 2021 gehört die LANDI Reba AG zu den umsatzstärksten Landis.[16]

## Sehenswürdigkeiten
- Schloss Aesch oder auch Blarer-Schloss genannt. Dieses wurde 1606 erbaut und enthält heute die Gemeindeverwaltung.
- Katholische Kirche, um 1820 erbaut, mit Glasfenster von Jacques Düblin und Fresken von Hans Stocker.
- Schloss Angenstein.
- Ruine Münchsberg, Ruine Engenstein, Ruine Schalberg und Ruine Frohberg, auch Tschöpperli genannt, in der Klus.

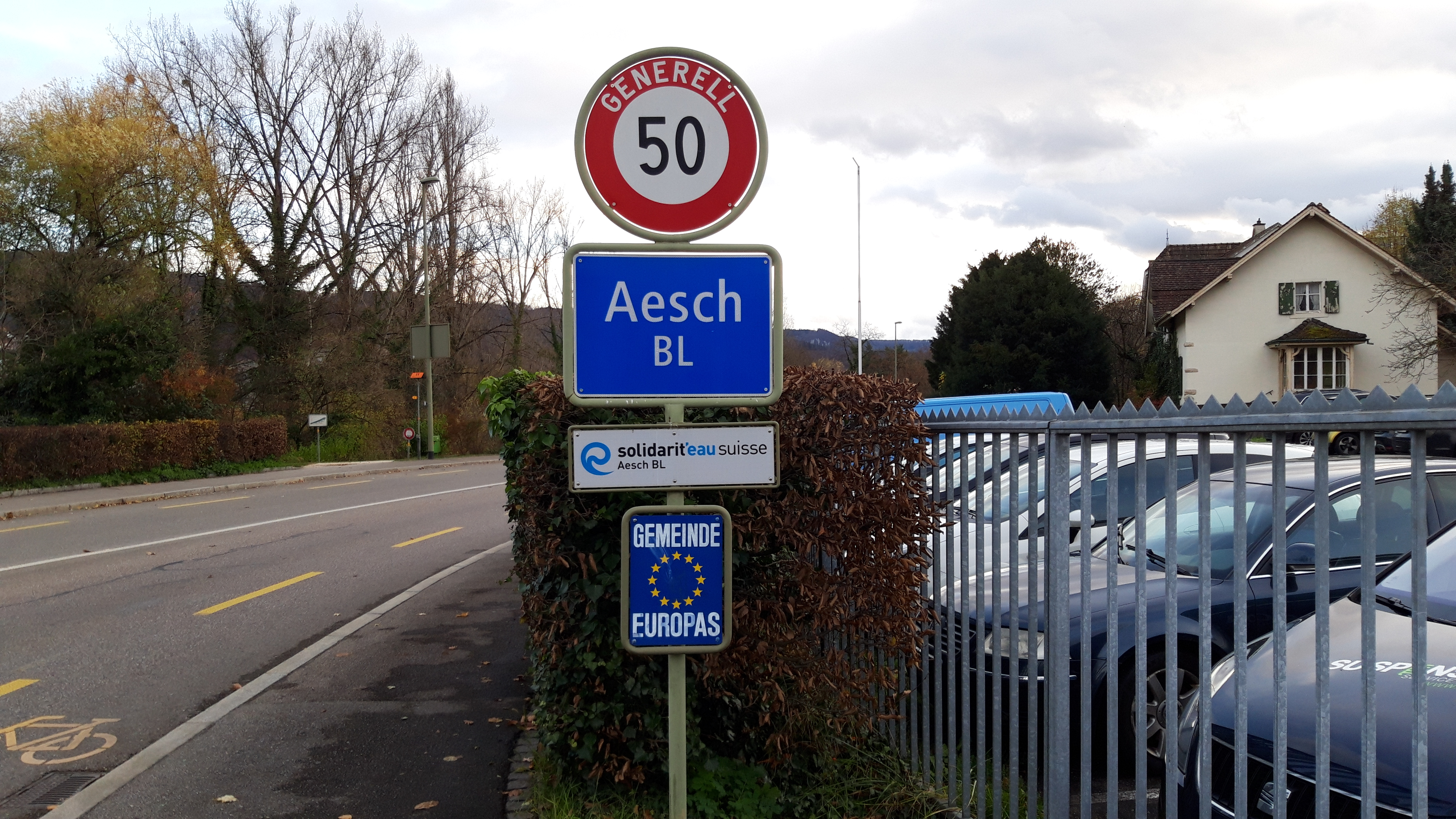
Ortsschild von Aesch BL

## Klima
|                       | Jan | Feb | Mär | Apr | Mai | Jun | Jul | Aug | Sep | Okt | Nov | Dez |   |      |
| Mittl. Tagesmax. (°C) | 6   | 7   | 11  | 15  | 19  | 22  | 24  | 25  | 21  | 17  | 11  | 7   | ⌀ | 15,5 |
| Mittl. Tagesmin. (°C) | 0   | 0   | 2   | 4   | 8   | 12  | 14  | 14  | 11  | 7   | 3   | 0   | ⌀ | 6,3  |
|                       |     |     |     |     |     |     |     |     |     |     |     |     |   |      |
| Niederschlag (mm)     | 67  | 71  | 76  | 83  | 99  | 94  | 98  | 90  | 83  | 80  | 75  | 89  | Σ | 1005 |
|                       |     |     |     |     |     |     |     |     |     |     |     |     |   |      |
| Sonnenstunden (h/d)   | 2   | 2   | 4   | 5   | 6   | 7   | 7   | 6   | 5   | 4   | 1   | 2   | ⌀ | 4,3  |
|                       |     |     |     |     |     |     |     |     |     |     |     |     |   |      |
| Regentage (d)         | 18  | 14  | 13  | 14  | 14  | 14  | 14  | 14  | 13  | 15  | 15  | 16  | Σ | 174  |

| 0 |

| 0 |

| 2 |

| 4 |

| 8 |

| 12 |

| 14 |

| 14 |

| 11 |

| 7 |

| 3 |

| 0 |

| 0 |

| 0 |

| 2 |

| 4 |

| 8 |

| 12 |

| 14 |

| 14 |

| 11 |

| 7 |

| 3 |

| 0 |

| N i e d e r s c h l a g | 67  | 71  | 76  | 83  | 99  | 94  | 98  | 90  | 83  | 80  | 75  | 89  |
|                         | Jan | Feb | Mär | Apr | Mai | Jun | Jul | Aug | Sep | Okt | Nov | Dez |

## Partnergemeinden
Die Partnergemeinde von Aesch ist Pruntrut.

## Persönlichkeiten
- Benno Ammann (1904–1986), Komponist, wirkte in den 1950er-Jahren in Aesch[18]
- Jan Kirchmayr (* 1993), Landrat (SP)
- Klaus Kirchmayr (* 1963), Landrat (Grüne)
- Christine Koch (* 1963), Gemeinderätin und Landrätin (SP)
- Miriam Locher (* 1982), Landrätin (SP)
- Alfred Max Vogel (1902–1996), Heilpraktiker und Pharma-Unternehmer
- Heini Walter (1927–2009), Automobilrennfahrer